# Йован Бошковський
Йо́ван Бошко́вський (мак. Jован Бошковски; *25 грудня 1920, Скоп'є, Королівство сербів, хорватів і словенців, тепер Північна Македонія — †10 листопада 1968, с. Ерджелія, община Светий Николе, Македонія, СФРЮ) — македонський письменник, книжний, кіно- і театральний критик, перекладач і сценарист.

## З біографії
Йован Бошковський народився у Скопле 25 грудня 1920 року.
Вчився в комерційному вчилищі.
Друкуватися почав під час Другої світової війни.
Працював у редакції літературно-культурних та мистецьких часописів «Современост» («Сучасність») і «Разгледи» («Огляди»).
Йован Бошковський був членом Комуністичної партії Македонії починаючи з 1945 року.
Помер 10 листопада 1968 року в селі Ерджелія общини Светий Николе.

## З творчості
У 1947 році вийшла друком збірка оповідань Йована Бошковського «Розстріл» («Растрел»), що стала  відтак першою збіркою оповідань, виданих македонською мовою.
Пізніше вийшли його збірки: «Втікачі» («Бегалци», 1949), «Блокада» (1950), «Люди й птахи» («Луѓе и птици», 1955), а також роман «Солунські терористи» («Солунските атентатори», 1962).
Теми для своїх оповідань Йован Бошковський здебільшого черпав із сучасного йому життя, а також недавнього минулого Македонії.
Прозаїк також був автором сценаріїв для художніх та документальних фільмів. Його перший кіносценарій — для документального фільму «Зерно для людей» («Жито за народот», 1947). Також він написав сценарії до фільмів «Солунські терористи» («Солунските атентатори») та «Під тим самим небом» («Под исто небо»), а також виступив співавторрм кіносценаріїв «Мементо» та  «Республіка у полум'ї» («Републиката во пламен»).
Йован Бошковський також відомий роботою в галузі театральної критики. Оповідання та есе на ці теми вийшли його окремою книжкою «Шляхетна гра» (1957).
Деякі з творів Й. Бошковського перекладені словенською, сербо-хорватською, албанською, угорською, польською, українською, російською та верхньолужицькою мовами.
Українською мовою, зокрема, оповідання Йована Бошковського «Друга дія» та «Помста» переклав Андрій Лисенко (увійшли до збірки «Македонська новела», яка вийшла 1972 року в серії «Зарубіжна новела» і за яку перекладач отримав міжнародну премію «Золоте перо»).